# Begonie zwisające

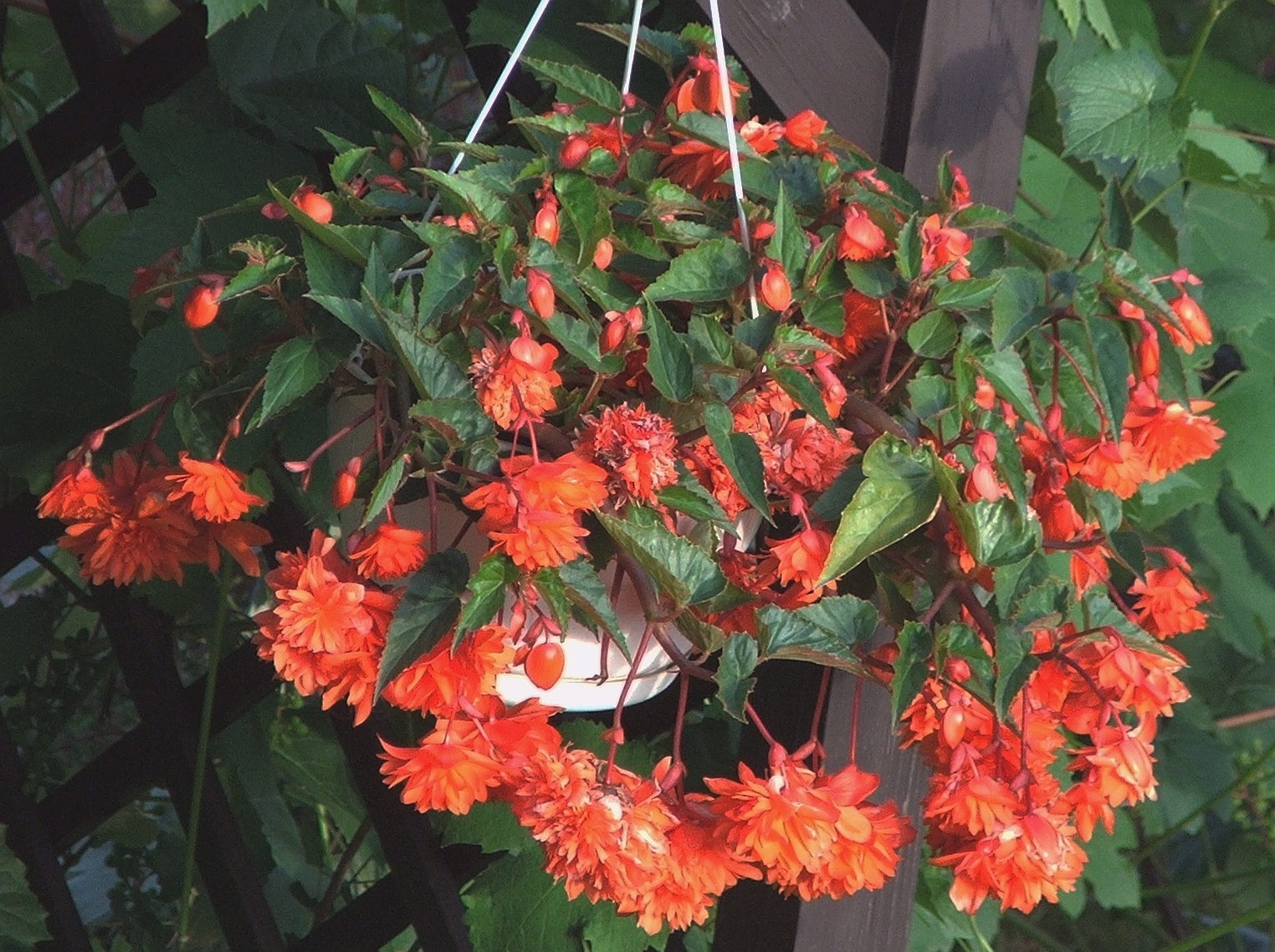
Begonia o pomarańczowo-czerwonych kwiatach

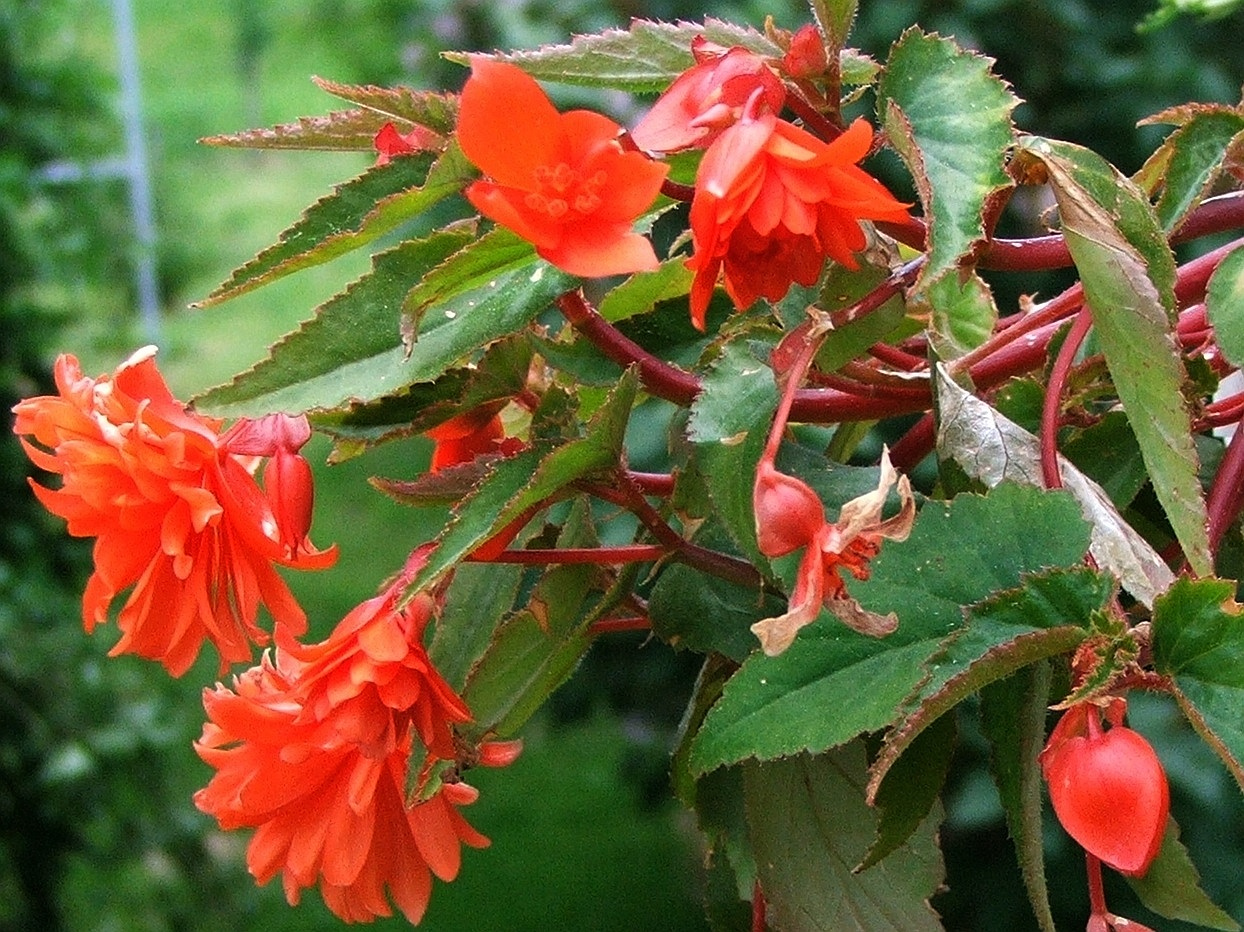
Kwiaty

Begonie zwisające – grupa odmian z grupy Pendula begonii bulwiastej (Begonia ×tuberhybrida pendula).

## Charakterystyka
Są to wyhodowane przez ogrodników kultywary będące mieszańcami tej begonii z innymi, obecnie już niemożliwymi do ustalenia gatunkami begonii. Pod ziemią posiadają bulwy. Begonie zwisające charakteryzują się długimi, zwisającymi pędami i  kwiatami zebranymi w wiechy. Kwiaty te są zazwyczaj mniejsze od kwiatów z grupy  begonii bulwiastej wielkokwiatowej, jednakże bardziej liczne. Mogą być pojedyncze lub pełne i występują też w dużej gamie kolorów od białego poprzez kremowy, żółty, morelowy, pomarańczowy, łososiowy, różowy, czerwony do bordowego.

## Zastosowanie
Nadają się szczególnie do pojemników wiszących i są często uprawiane na balkonach i zewnętrznych parapetach okiennych, w altanach, na pergolach i trejażach. Bywają też, ale rzadziej, uprawiane w mieszkaniach, jako rośliny pokojowe. Są roślinami wieloletnimi, pochodzą jednak od gatunków rosnących w krajach o ciepłym klimacie i nie przetrzymują u nas zimy. Można je przez zimę przetrzymać w ogrzewanych pomieszczeniach, jednakże jest to trudne, przeważnie więc uprawia się je jako rośliny jednoroczne, na wiosnę nabywając młode rośliny wyhodowane przez specjalistów w ogrzewanych szklarniach lub tunelach foliowych.

## Uprawa
Są łatwe w uprawie. Uprawia się je w ten sam sposób, jak inne, niezwisające odmiany begonii bulwiastej.
- Podłoże. Najlepsza jest standardowa ziemia torfowa.
- Światło. Nie powinny być w pełnym słońcu. Najlepsze jest stanowisko półcieniste
- Podlewanie: Podlewać należy wodą bezwapniową, nie zwilżając przy tym liści. Zasadniczo podlewa się (jeśli nie padał deszcz) codziennie, tak, by ziemia była stale lekko wilgotna.
- Nawożenie. Od kwietnia do września należy roślinę zasilać rozcieńczonym nawozem wieloskładnikowym.
- Zabiegi pielęgnacyjne. Ograniczają się zasadniczo do podlewania, nawożenia i usuwania uschniętych kwiatów (wyglądają nieestetycznie). Na zewnątrz domu można je wystawiać dopiero w połowie maja, gdy nie ma już przymrozków
- Rozmnażanie:  Tylko wegetatywnie, głównie przez podział bulw lub sadzonki pędowe z częścią bulwy